# Феодор Самосский
Феодор Самосский — древнегреческий архитектор, литейщик и скульптор с острова Самос, живший в VI — V веке до н. э.
Является изобретателем токарного станка с ножным приводом.
Кроме того, есть данные о изобретении Феодором с Самоса транспортира:303 и  отвеса, которые используют в строительных работах по сей день.
Со своим братом Ройком (Рёком) он открыл отливку бронзы (по некоторым данным меди).